# Александрова, Лилиана
Лилиа́на Лю́бенова Алекса́ндрова (болг. Лилиана Любенова Александрова; 26 февраля 1943) — болгарская гимнастка, участница летних Олимпийских игр 1964 года.

## Спортивная биография
В 1964 году Лилиана Александрова приняла участие в летних Олимпийских играх. На соревнованиях в Токио болгарская гимнастка выступила во всех дисциплинах программы, но ни в одном из упражнений не смогла пробиться в финал. Лучшим результатом на отдельных снарядах для Лилианы стало 49-е место в упражнении на бревне. В индивидуальном многоборье Александрова, набрав 72,364 балла, заняла только 57-е место.